# پادیمیت ای
پادیمیت ای (به انگلیسی: Padimate A) با فرمول شیمیایی C۱۴H۲۱NO۲ یک ترکیب شیمیایی با شناسه پاب‌کم ۲۶۸۹۰ است. که جرم مولی آن ۲۳۵٫۳۲۲ g/mol می‌باشد. 